# Rafflesia leonardi
Rafflesia leonardi är en tvåhjärtbladig växtart som beskrevs av Barcelona och Pelser. Rafflesia leonardi ingår i släktet Rafflesia, och familjen Rafflesiaceae. Inga underarter finns listade i Catalogue of Life.